# Мигел Араухо
Мигел Жанпјер Араухо Бланко (шп. Miguel Gianpierre Araujo Blanco; 24. октобар 1994) перуански је фудбалер и репрезентативац.

## Каријера
Дебитовао је 2011. године за фудбалски клуб Кобресол, у којем је те године учествовао на 4 утакмице шампионата.
Његове добре партије скренуле су пажњу челницима клуба Спорт Хуанкајо, којем се придружио 2012. године. Играо је за екипу две сезоне у својој каријери. Највећи део времена проведеног у клубу био је стандардни првотимац.
У јулу 2013. је потписао четворогодишњи уговор са београдском Црвеном звездом, дебитовао је 19. октобра против Новог Пазара на утакмици Суперлиге Србије.
Од 2014. лета је заиграо у перуанском првенству за Алијансу из Лиме. У октобру 2019. се вратио у европски фудбал, и потписао уговор са холандским прволигашем Еменом.

## Репрезентација
За репрезентацију Перуа је дебитовао 2014. године. До јула 2018. имао је осам наступа за Перу. Године 2018. био је део репрезентације која је наступала на Светском првенству у Русији.

## Статистика каријере

### Репрезентативна
Ажурирано 27. јуна 2021.
| Тим    | Год.   | Наступи | Голови |
| ------ | ------ | ------- | ------ |
| Перу   |        |         |        |
| 2014   | 1      | 0       |        |
| 2015   | 0      | 0       |        |
| 2016   | 1      | 0       |        |
| 2017   | 4      | 0       |        |
| 2018   | 5      | 0       |        |
| 2019   | 6      | 0       |        |
| 2020   | 2      | 0       |        |
| 2021   | 2      | 0       |        |
| Укупно | Укупно | 21      | 0      |

## Трофеји
Црвена звезда
- Суперлига Србије: 2013/14.[9]